# 서울 강서구의회
서울 강서구의회는 서울특별시 강서구 지역을 관할하는 기초의회이다.